# Radikal 141
Radikal 141 mit der Bedeutung „Tiger“ ist eines von 29 der 214 traditionellen Radikale der chinesischen Schrift, die mit sechs Strichen geschrieben werden.
Mit 16 Zeichenverbindungen in Mathews’ Chinese-English Dictionary gibt es nur wenige Schriftzeichen, die unter diesem Radikal im Lexikon zu finden sind.
Das Radikal „Tiger“ nimmt nur in der Langzeichen-Liste traditioneller Radikale, die aus 214 Radikalen besteht, die 141. Position ein. In modernen Kurzzeichen-Wörterbüchern kann es sich an ganz anderer Stelle finden. Im Neuen chinesisch-deutschen Wörterbuch aus der Volksrepublik China steht es zum Beispiel an 173. Stelle.
Im Siegelschrift-Zeichen Tiger ist das gestreifte Fell zu erahnen. Unter dem heutigen Zeichen stehen noch die Füße des aufgerichteten Tigers. Ausgesprochen hu kommt dieses Radikal nicht als Einzelzeichen vor. 虍 bezieht seine Aussprache von 虎 (hu Tiger), dessen reduzierte Form es auch ist und von dem es seine beschreibende Bezeichnung nimmt: 虎字头 (huzitou = Kopf des Tiger-Zeichens).
Der Tigerkopf 虍 regiert nur wenige Zeichen wie zum Beispiel:
虏 (= gefangen nehmen),
虑 (= nachdenken) und
虚 (=  nichtig).
In der Urform von 虐 (= grausam) sind neben dem Tigerkopf 虍 eine Klaue (爪) und ein Mensch (人) zu erkennen. Die Tigerkralle packt den Menschen. Der Urbedeutung von 虔 (= fromm) war, sich tigerhaft fortbewegen, daher der Tigerkopf 虍. Zeichen wie 彪 (= junger Tiger) die 虍 als Komponente enthalten, sind unter diesem Radikal nachzuschlagen.
Der Tiger 虎 hŭ gilt nach dem chinesischen Kalender als verwegen. Tigerjahre (寅 yín) sind:
- 08. Februar 1902 bis  28. Januar   1903
- 26. Januar   1914  bis 13. Februar 1915
- 13. Februar 1926 bis 01. Februar 1927
- 31. Januar   1938 bis 18. Februar 1939
- 17. Februar 1950 bis 05. Februar 1951
- 05. Februar 1962 bis 24. Januar   1963
- 23. Januar   1974 bis 10. Februar  1975
- 09. Februar 1986 bis  28. Januar   1987
- 28. Januar   1998 bis 15. Februar 1999
- 24. Februar 2010 bis 02. Februar 2011

## Schriftzeichenverbindungen, die vom Radikal 141 regiert werden
| Striche | Zeichen              |
| ------- | -------------------- |
| +0      | 虍                   |
| +02     | 虎 虏                |
| +03     | 虐                   |
| +04     | 虑 虒 虓 虔          |
| +05     | 處 虖 虗 虘 虙 虚 彪 |
| +06     | 虛                   |
| +07     | 虜 虝 虞 號          |
| +08     | 虠 虡                |
| +09     | 虢 虣                |
| +10     | 虤 虥 虦             |
| +11     | 虧 虨                |
| +12     | 虩                   |
| +20     | 虪                   |

 Im Unicodeblock Kangxi-Radikale ist das Radikal 141 unter der Codepointnummer 12.172 (U+2F8C) codiert.